# باشگاه فوتبال سالتش یونایتد
باشگاه فوتبال سالتش یونایتد (به انگلیسی: Saltash United Football Club) یک باشگاه فوتبال در شهر سالتش، کشور انگلستان است که در سال ۱۹۴۶ میلادی تأسیس شده است.